# Батталова, Зауреш Кабылбековна
Зауреш Кабылбековна Батталова — казахстанский политический деятель.

## Биография
Происходит из рода каракесек племени аргын.

## Образование
В 1980 году окончила Семипалатинское педагогическое училище (ныне педколледж). В 1984 году — Семипалатинский педагогический институт им. Н.К.Крупской.

## Карьера
С 1997 года директор Общественного детского фонда «Балауса».
С 1999 по 2005 годы депутат Сената Парламента РК. Депутат Семипалатинского городского Маслихата депутатов (1989—1993).
Член инициативной группы по созданию движения «Демократический выбор Казахстана»; Политсовета РОО «Демократический выбор Казахстана»; Президиума Политсовета Народной партии «Демократический выбор Казахстана» демократических сил Казахстана; Политсовета РОО «За справедливый Казахстан».

## Публикации
- «В управлении государством реальное участие должен принимать народ Казахстана»
- «Правовое регулирование проблем граждан, проживающих на территории бывшего Семипалатинского испытательного ядерного полигона (СИЯП)»
- «Влияние нерегулируемых миграционных процессов на жилищные проблемы Астаны»
- «Повышение роли Парламента и развитие парламентаризма - эффективный механизм реализации обязательств Казахстана перед председательством в ОБСЕ»
- «Роль гражданского общества столицы в формировании правовой культуры граждан Казахстана»
- «О необходимых мерах по обеспечению реализации конституционного права граждан Казахстана на общее среднее образование»
- «О миграции в Казахстане: процессы, проблемы и пути их решения»
- «Внедрение в практику Руководства по Демократическим основам полицейской деятельности - эффективный механизм реализации международных обязательств Казахстана по искоренению пыток»
- «О необходимых мерах по усовершенствованию законодательной базы по вопросам закрепления оснований и порядка содержания граждан в контексте реализации Государственной программы «Путь в Европу»
- «Проблемы и перспективы развития малого бизнеса на селе»
- «Ситуация по праву на достаточное жилище в Казахстане: реалии и перспективы»
- «О миграции и социальной интеграции репатриантов (оралманов) в Казахстане: реалии и перспективы»[4]

## Семья
Отец — Батталов Кабылбек (1941—2002), работал трактористом. Мать — Бельгибаева Алданыш (1942—1973), была рабочей лесхоза.